# Verein Deutscher Ingenieure
Verein Deutscher Ingenieure (VDI) (Associazione degli ingegneri tedeschi) è un'organizzazione tedesca che conta più di 150000 ingegneri e scienziati. Più di 12000 esperti onorari elaborano ogni anno le ultime scoperte per promuovere l'innovazione tecnologica.
Fondato nel 1856 è la più grande associazione di ingegneri dell'Europa occidentale. Il ruolo di VDI in Germania è paragonabile a quello dell'American Society of Civil Engineers (ASCE) negli Stati Uniti o della Engineers Australia (EA) in Australia, anche se il suo campo di attività rimane più ampio. La VDI non è un sindacato, ma supporta, promuove e rappresenta gli ingegneri e le imprese di ingegneria in Germania.

## Storia
L'associazione viene fondata il 12 maggio 1856, a Alexisbad, da ricercatori della Akademischer Verein Hütte; la prima rivista ufficiale viene pubblicata nel 1857. Nel 1866 contribuisce a creare il predecessore del Technischer Überwachungsverein (TÜV), l'associazione Gesellschaft zur Ueberwachung und Versicherung von Dampfkesseln mit dem Sitze a Mannheim (Associazione per l'ispezione e l'assicurazione delle caldaie a vapore, con sede centrale a Mannheim). Nel 1899, grazie alla VDI, l'ingegneria viene riconosciuta in Germania allo stesso livello delle discipline scientifiche, con la conversione della Technische Hochschule in università. Nel 1923 viene fondata la VDI Verlag, la casa editrice che pubblica la rivista mensile distribuita ai soci membri. Dopo la seconda guerra mondiale VDI trasferisce la propria sede da Berlino a Düsseldorf, dove risiede nel ventunesimo secolo. Nel 1956 contribuisce alla creazione della Arbeitsgemeinschaft für Kerntechnik (Società per la tecnologia nucleare) che diventerà, nel 1959, Deutsches Atomforum. Successivamente ha collaborato con EXPO 2000 Hannover GmbH per stabilire il primo giorno mondiale dell'ingegneria.

## Organizzazione

### Presidenti
- Carl von Bach (1886)
- Heinrich Caro (1892–1893)
- Carl von Linde (1904–1905)
- Adolf Slaby (1906–1908)
- Oskar von Miller (1912–1914)
- Carl Köttgen (1929–1931)
- Fritz Todt (1939–1942)
- Hanns Benkert (1943–1945)
- Hans Bluhm (1947–1952)
- Hans Schuberth (1953–1956)
- Gerhard Wilhelm Becker (1978–1982)
- Karl Eugen Becker (1983–1988)
- Joachim Pöppel (1989–1991)
- Klaus Czeguhn (1992–1994)
- Hans-Jürgen Warnecke (1995–1997)
- Hubertus Christ (1998–2003)
- Eike Lehmann (2004–2007)
- Bruno O. Braun (2007-2012)
- Udo Ungeheuer (2013-2018)
- Volker Kefer (2019-2022)
- Lutz Eckstein (da 2023)

### Membri
Nel 2013 VDI conta 150000 membri, iscritti da tutto il mondo. I membri possono chiedere il supporto in merito a prospettive o opportunità di lavoro, ricevere news e aggiornamenti per l'attività professionale (specialmente in Germania) e usufruire di altri servizi come, ad esempio, formule assicurative dedicate.
Ai membri viene ufficialmente riconosciuta la possibilità di applicare al proprio nome il suffisso "VDI".